# Matična celica
Matične celice ali izvorne celice so malo diferencirane celice, katere potomke ostanejo deloma na isti stopnji diferenciacije, deloma pa se razvijajo v diferencirane celice enega tipa (npr. spermatogoniji v semenčice) ali v več tipov ene sorodne skupine (npr. matična krvotvorna celica v vse tipe krvnih telesc).
Pri sesalcih sta prisotni dve glavni skupini matičnih celic: embrijske matične celice, ki jih lahko izoliramo iz notranjosti blastociste, in matične celice pri odraslih, ki se nahajajo v raznih tkivih. Pri odraslih imajo matične celice vlogo obnavljanja tkiv. Pri zarodku pa se lahko matične celice diferencirajo v katerokoli specializirano celico.
Dandanes je možno gojiti kulture matičnih celic v umetnem okolju ter jih pretvoriti v specializirane celice z enakimi lastnostmi, kot jih imajo celice določenih tkiv, na primer mišičja ali živčevja. Pridobivajo se iz različnih virov, na primer popkovnične krvi ali kostnega mozga. Odrasle matične celice se že rutinsko uporabljajo pri zdravljenju, embrijske matične celice pa kažejo obetavne možnosti za načine zdravljenja v prihodnosti. Raziskave na področju matičnih celic sta sprožila v šestdesetih letih Ernest A. McCulloch in James E. Till z Univerze v Torontu.

## Lastnosti
Klasična definicija matičnih celic zajema dve njihovi lastnosti:
- Samoobnavljanja – sposobnost, da preidejo številne celični cikel|cikle delitve, a pri tem ostanejo nediferencirane;
- Potentnost – zmožnost diferenciacije v določene specializirane vrste celic; po strogi definiciji so matične celice bodisi totipotentne (sposobne diferenciacije v katerokoli zrelo celico) ali pluripotentne, čeprav nekateri mednje prištevajo tudi multipotentne in unipotentne progenitorne celice.

### Samoobnavljanje
Za samoobnavljanje, torej ohranjanje populacije matičnih celic sta pomembna dva mehanizma:
1. asimetrična celična delitev – matična celica se deli tako, da nastaneta ena starševska celica, identična prvotni celici, in ena diferencirana hčerinska celica;
2. stohastična diferenciacija – če se ena matična celica deli tako, da nastaneta dve diferencirani hčerinski celici, preide druga matična celica v mitozo in nastaneta dve matični celici.

### Potentnost
Potentnost opredeljuje diferenciacijski potencial matične celice (sposobnost diferenciacije v različne vrste celic).
- Totipotentne (omnipotentne) matične celice so tiste, ki se lahko diferencirajo v vse vrste celic.[6] Te matične celice nastanejo po združitvi jajčeca in semenčice. Celice, ki nastanejo po nekaj prvih delitvah oplojenega jajčeca, so totipotentne.[7]
- Pluripotentne nastanejo iz totipotentnih celic in se lahko pretvorijo v večino diferenciranih celic,[5] in sicer v vse celice, ki nastanejo iz katerega koli od treh kličnih listov.[8]
- Multipotentne matične celice se lahko pretvorijo v različne, vendar sorodne vrste celic.[5]
- Oligopotentne matične celice imajo sposobnost pretvorbe le v omejeno število različnih diferenciranih celic (na primer limfoidne ali mieloidne matične celice).[5]
- Unipotentne celice se lahko pretvori le v eno vrsto diferenciranih celic,[5] vendar imajo sposobnost samoobnavljanja, kar jih ločuje od nematičnih celic.